# Stahovica
Stahovica je naselje v občini Kamnik. Deloma obcestno in deloma razloženo naselje na obeh bregovih reke Kamniške Bistrice, na križišču cest, ki vodita iz Kamnika v Kamniško Bistrico in v Gornji Grad. 
Severno od Stahovice se prične okoli 15 km dolga ledeniška dolina Kamniške Bistrice. Do planinskega doma vodi cesta mimo spodnja postaje žičnice na Veliko plannino. Iz Stahovice je možno do doma v Kamniški Bistrici tudi po Koželjevi pešpoti (2 uri), imenovani po kamniškem slikarju Maksu Koželju. Od križišča ceste proti Kamniški Bistrici in Gornjem Gradu pelje označena pot mimo sv. Primoža na Malo in Veliko Planino.

## Zgodovina
Kraj se prvič omenja sorazmerno pozno. Na Vidovo (15. junija) leta 1485 je graščak Anže Zellenber iz gradu Krumperk prodal svakoma Joštu in Jakobu Gallenberškima svojo kmetijo, ki je ležala v Stahovici (Stechowicz) v kamniški fari.  Na kmetiji je tedaj kmetovala vdova Mihaela »Precleta«. V naselju je obrat za mletje kalcita, ki surovino dobiva iz velikega kamnoloma na vzhodnem vznožju hriba Grohata (912 m). Do sredine 20. stoletja je na tem mestu obratovala žaga. Ob lokalni cesti ki pelje do naselja Bistričica in dalje na zahod v vasi in zaselke pod Krvavcem stoji slovita kapelica z menda čudodelnim Marijinim kipom.

## Izvor krajevnega imena
Krajevno ime je zelo verjetno izpeljano iz hipokoristika Stah, ki se je razvilo iz  slovanskega imena Staníslavъ in se je ohranilo tudi v slovenskem priimku Stah. Enakega izvora sta tudi krajevni imeni Stanetinci pri Cerkvenjaku in Stanetinci, Sveti Jurij ob Ščavnici
V arhivskih listinah se Stahovica prvič omenja leta 1485 kot Stechowicz.